# Bonesia quinquepunctata
Bonesia quinquepunctata es un coleóptero de la familia Chrysomelidae.
Fue descrita científicamente por primera vez en 1924 por Klug.